# Signe Lagerborg-Stenius
Signe Lagerborg-Stenius (4 de abril de 1870, Helsinki – 15 de julio de 1968, Helsinki) fue una arquitecta finlandesa.
Sus padres fueron Robert Olof Lagerborg (1835-1882) y Carolina Lovisa Constance Furuhjelm (1837-1912). Se casó en 1905 con el arquitecto Gunnar Stenius (1877-1965). Sus hijos fueron el matemático, filósofo y profesor Erik Stenius, y el también arquitecto Olof Stenius (1907-1968).
Signe Lagerborg-Stenius se graduó como arquitecta en 1892 en la Escuela Técnica de Helsinki y también estudió en la Universidad de Helsinki para obtener el título de profesora de dibujo. Entre 1892 y 1905 trabajó como arquitecta para la Dirección general de edificios de Finlandia. Tras su matrimonio, trabajó con su marido Gunnar Stenius, y también trabajó como arquitecta y profesora de dibujo.
Estuvo involucrada en política y fue la líder del Partido Popular Sueco en el ayuntamiento de Helsinki en los años 1926-1930, y de 1933 a 1944. También fue una activa feminista.

## Edificios
- 1895 - Hogar para niños en Kallio (Helsinki);
- 1910 - Hogar para niños convalecientes en Taka-Töölö (Helsinki);
- 1914 - Sanatorio para enfermedades respiratorias en Hanko;[1]
- 1928 - Edificio "Storstugan" en Ruskeasuo;
- 1932 - Edificio "Fylgiastugan" en Ruskeasuo, demolido en 1967.